# Castello Malvezzi-Campeggi
Il castello Malvezzi-Campeggi si trova ad Orvinio, piccolo paese della provincia di Rieti, nel Lazio.

## Descrizione
La principale attrazione di Orvinio è il suo castello. Oggi è noto come il castello Malvezzi-Campeggi ed è il risultato di varie modifiche, tra cui quelle volute dagli Orsini, che nel corso del Cinquecento decisero di ampliarlo. Il castello domina il paese dall'anno Mille.

## Caratteristiche
È formato da un complesso di edifici costruiti in epoche diverse, e ristrutturati nel XX secolo, di cui però restano elementi originali come il maschio cilindrico e le mura di cinta merlate, che circondano il centro storico. In esse si apre un portale monumentale con decorazioni a bugne, oltre il quale si trova un cortile ove si affaccia una costruzione con la torretta angolare. Le ampie sale superiori, abbellite da affreschi tardo-cinquecenteschi, sono spesso concesse dagli attuali proprietari per ospitare varie cerimonie.